# Contributions from the Biological Laboratory of the Science Society of China. Botanical Series
Contributions from the Biological Laboratory of the Science Society of China. Botanical Series (abreviado Contr. Biol. Lab. Sci. Soc. China, Bot. Ser.) es una revista con ilustraciones y descripciones botánicas que es editada en China desde el año 1930 hasta ahora. Comenzó con el número 6, reemplazando a Contributions from the Biological Laboratory of the Science Society of China.
En el año 2002 adoptó el título de Contributions from the Biological Laboratory of the Chinese Association for the Advancement of Science.